# Ciutat morta
Ciutat Morta és una pel·lícula documental sobre el cas 4F, dirigida per Xavier Artigas i Xapo Ortega el 2013. Es va preestrenar el 8 de juny 2013 a Barcelona i estrenar el 24 de març 2014 a Màlaga. Ha estat premiada al Festival de Guia d'Isora, MiradasDoc, amb una menció honorífica i també com a millor documental al Festival de Màlaga de Cinema de 2014.

## Prèvia
El 8 de juny de 2013 es va estrenar el documental 4F: ni oblit ni perdó amb una acció de desobediència civil consistent en l'ocupació per part de 800 persones d'un cinema tancat 11 anys abans, al centre de Barcelona: el Palau del Cinema a Via Laietana. El cinema va ser rebatejat com a Cinema Patricia Heras. Ciutat Morta inclou les imatges de l'ocupació del cinema.

## Argument
El documental explica qui és Patricia Heras i per què va decidir llevar-se la vida, i vol ajudar a esclarir la veritat sobre el cas 4F.
El personatge principal de Ciutat Morta és Patricia Heras, a qui es va coneixent mitjançant la seva poesia i el testimoni de les seves amigues i exparelles sentimentals. Es tracta d'una jove estudiant de literatura, extremadament sensible, amb una estètica de cultura queer amb la qual s'identifica.
L'experiència que li travessa a partir d'aquell matí del 4 de febrer de 2006, quan és detinguda juntament amb el seu amic Alfredo en un hospital, dona un gir radical a la seva vida. Dos anys d'angoixa a l'espera del judici, esgotant tots els estalvis de la seva vida per pagar advocats. Tres anys de condemna a la presó. Aquests fets disparen la seva productivitat literària que va quedant registrada a un blog que titula de forma premonitòria: Poeta Difunta.
Patricia se suïcida durant una sortida de la presó, l'abril del 2011. Aquesta pel·lícula vol ser un homenatge a ella.

## Llicències
La pel·lícula està publicada sota la llicència Creative Commons BY-NC-SA 3.0.

## Finançament
La pel·lícula va ser finançada exclusivament amb una campanya de micromecenatge a la plataforma Verkami a partir de microdonacions, aconseguint 4.720 € dels 4.211 € sol·licitats. L'excedent fou destinat directament al grup de suport de Patricia Heras i Rodrigo Lanza de la campanya de "Des-Montaje 4F".
El cost real, en cas d'haver-se cobert totes les despeses de realització, representaria uns 90.000 € aproximadament.

## Festivals
- Festival Internacional de Cinema Documental MiradasDoc 2013. Menció Honorífica.[6]
- Festival de Màlaga de Cinema 2014. Premi al millor documental. Biznaga de Plata.[7][8]
- Festival DocLisboa 2014.[9]
- International Documentary Film Festival DocsBarcelona. Secció especial.[10][11]
- Premi Ciutat de Barcelona d'Audiovisuals 2015[12]
- Premi Blanquerna al Millor Comunicador 2014

## Recepció
El 17 de gener de 2015, Ciutat morta es va emetre al Canal 33, dins del programa Sala 33. Amb un 20% d'audiència i 569.000 espectadors va ser el programa més vist del dia i el més vist en tota la història del Sala 33. El documental es va emetre amb 5 minuts censurats per decisió d'un jutjat de Barcelona, després que l'«ex-cap d'informació de la guàrdia urbana de Barcelona, Víctor Gibanel» el denunciés per una possible «violació del seu dret a l'honor, a la intimitat personal i familiar i a la pròpia imatge». Els 5 minuts censurats s'havien pogut veure al documental sencer. El Sindicat dels Mossos d'Esquadra des del seu compte de Twitter va qualificar el documental de «fantasia», dient: «Bona nit per anar al cinema. Tot i que si us agrada la fantasia amb C33 teniu prou.» Després de l'emissió es va produir una concentració a la plaça Sant Jaume de Barcelona de centenars de persones.